# Молчанов, Борис Иванович
Борис Иванович Молчанов (4 июля 1954, Челябинск — 7 января 2022) — советский хоккеист, нападающий, мастер спорта СССР. Бо́льшую часть своей игровой карьеры выступал за хоккейный клуб «Трактор» (Челябинск), также играл за клубы СКА (Свердловск) и «Металлург» (Челябинск). Бронзовый призёр чемпионата СССР 1977 года (в составе челябинского «Трактора»). 

## Биография
Борис Молчанов родился 4 июля 1954 года в Челябинске. Был воспитанником челябинской хоккейной школы, играл в юниорской команде Челябинского тракторного завода, которую тренировал Пётр Дубровин. 
В сезоне 1973/1974 годов Молчанов провёл три матча за команду «Трактор» (Челябинск), выступавшую в высшей лиге чемпионата СССР. В 1974 году был призван в Советскую армию, в сезонах 1974/1975 и 1975/1976 годов играл за команду СКА (Свердловск), выступавшую в первой лиге чемпионата СССР. За два года выступлений за свердловский клуб забросил 33 шайбы и сделал 23 результативные передачи. За жёсткую манеру игры Молчанов получил прозвище «Бес», которое закрепилось за ним и в последующие годы. 
Начиная с сезона 1976/1977 годов, Молчанов продолжил выступления за челябинскую команду «Трактор», игравшую в высшей лиге чемпионата СССР. В сезоне 1976/1977 годов вместе с командой завоевал бронзовые медали чемпионата СССР. Его партнёрами по тройке нападения в разные годы были Валерий Бородулин, Николай Шорин, Валерий Белоусов, Юрий Шумаков, Вячеслав Быков, Владимир Лапшин, Михаил Природин, Игорь Власов, Николай Суханов, Александр Рожков, Евгений Гуров, Вячеслав Боровиков, Анатолий Махинько и Александр Глазков. Последние матчи за «Трактор» Молчанов провёл в сезоне 1985/1986 годов. За 11 сезонов, проведённых в высшей лиге, он забросил 75 шайб и сделал 41 результативную передачу в 318 матчах чемпионата СССР.
Бо́льшую часть сезона 1979/1980 года Молчанов провёл в команде первой лиги «Металлург» (Челябинск), куда был отправлен за нарушение спортивного режима. Выступая за «Металлург» в одной тройке с Вячеславом Быковым, за сезон Молчанов забросил более 50 шайб. Также выступал за «Металлург» в 1985—1989 годах. Всего за время выступлений в первой лиге (СКА и «Металлург») он забросил 172 шайбы и сделал 107 результативных передач.
После окончания игровой карьеры Молчанов более десяти лет работал шофёром в частной организации. Играл в хоккей за команды ветеранов. Скончался 7 января 2022 года.

## Достижения
- Бронзовый призёр чемпионата СССР — 1977[3].